# Theoxena scissaria
Theoxena scissaria är en fjärilsart som beskrevs av Achille Guenée 1868. Theoxena scissaria ingår i släktet Theoxena och familjen mätare. Inga underarter finns listade i Catalogue of Life.